# Дів’яке (газоконденсатне родовище)
Дів'я́ке — газоконденсатне родовище в Албанії. Станом на 2016 рік найбільше газове родовище в історії країни (без урахування асоційованого газу нафтових родовищ).
Відкрите в 1963 році. Поклади вуглеводнів виявлено на глибині 2400-3000 метрів у пісковиках тортонського ярусу (середній міоцен), а також у породах пліоцену.
Видобуток розпочався в 1968 році та сягнув піку в 1975-му з показником 0,190 млрд м³. До 1981 року включно основним продуктивним резервуаром був тортонський, після — пліоценовий. Всього за 1968—1990 роки накопичений видобуток склав 1,74 млрд м³, або більше 60 % всього виробництва неасоційованого природного газу в Албанії.